# Rabi' al-awwal
Rabi' al-awwal (arabiska: رَبِيع ٱلْأَوَّل) är den tredje månaden i den islamiska kalendern. Sunnimuslimer anser att den islamiske profeten Muhammed föddes den 12 rabi' al-awwal, medan shiamuslimer anser att profeten föddes den 17 rabi' al-awwal. Mawlid kallas det då man hedrar och firar profetens födelsedag.